# Discografia de Miles Davis

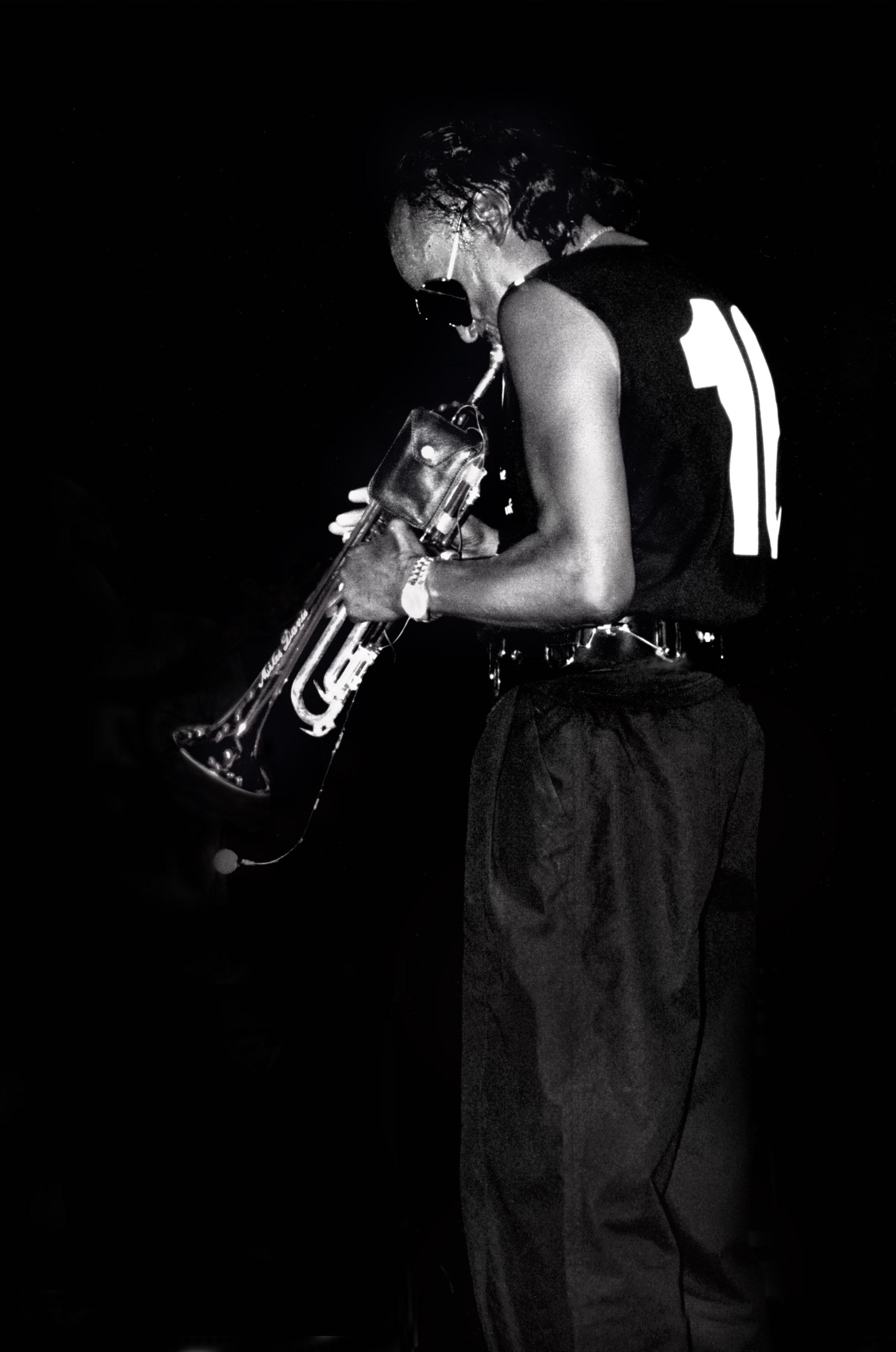
Miles Davis em Haia (1986)

Aqui uma lista das principais gravações de Miles Davis.

## Álbuns de estúdio

### 1945-1956
Antes do álbum Birth of the cool suas aparições em gravações foram principalmente como membro do quinteto de bebop do saxofonista Charlie Parker. Muitas dessas gravações estão disponíveis nos box sets de Parker pela Savoy e Dial Records – outras gravações, como álbuns ao vivo, estão listados abaixo. Note que Parker é o líder em todas as sessões com exceção da sessão de 14 de Agosto de 1947, onde Davis lidera.
O LP de 12" (33 rpm) não se tornou popular até a metade da década de 50. A maior parte das gravações iniciais de Miles Davis foram feitas para 10" ou 7" com um tempo curto de duração, e foram consequentemente relançadas em LPs, que às vezes combinavam várias sessões de gravações juntas, e outras eram divididas entre dois álbuns. Geralmente, os lançamentos em CDs apresentam as faixas dos LP de 12", e estas é que são listadas aqui.
Os anos listados são referentes ao ano de gravação, não ao ano de lançamento. A maior parte deste material foi lançado pela Prestige Records – para mais detalhes da complicada história dos materiais da Prestige, veja a seção dos equivalentes da Prestige na seção do banco de dados em Miles Ahead (em inglês).
Miles Davis é o líder em todas as sessões, com exceção das indicadas.
- The Complete Savoy and Dial Sessions (1945-1951) – Junta todas as gravações de Charlie Parker com a Savoy e a Dial, incluindo muitos trabalhos iniciais com Parker.
- First Miles (1945)
- Yardbird in Lotus Land (Charlie Parker, líder) (Spotlite) (1946)
- The Love Songs of Mr. B (Billy Eckstein, líder) (1946)
- Bopping the Blues (Earl Coleman, Ann Baker, líderes) (1946)
- Flying Home (Illinois Jacquet, líder) (1947)
- Cool Bird (Charlie Parker, líder) (1947)
- The Band that Never Was (Charlie Parker, líder) (Spotlite) (1948)
- Bird on 52nd Street (3 volumes) (Charlie Parker, líder) (1948)
- Bird at the Royal Roost (Charlie Parker, líder) (1948)
- The Real Birth of the Cool (Noneto de Miles Davis no Royal Roost) (1948)
- Cool Boppin' (1948)
- Birth of the cool (1949 e 1950)
- Conception (1951)
- Blue Period (1951)
- Dig (1951)
- Miles Davis with Horns (1951 e 1953)
- Miles Davis Volume 1 (Blue Note Records, 1952 e 1954)
- Miles Davis Volume 2 (Blue Note Records, 1953)
- Blue Haze (1953 e 1954)
- Collectors' Items (1953 e 1956)
- Walkin' (1954)
- Bags' Groove (1954)
- Miles Davis and the Modern Jazz Giants (1954, com uma faixa de 1956)[1]
- Musings of Miles (1955)
- Blue Moods (1955)
- Quintet / Sextet (1955, Miles Davis e Milt Jackson)
- Miles: The New Miles Davis Quintet (1955)
- Cookin' with the Miles Davis Quintet (1956)
- Relaxin' with the Miles Davis Quintet (1956)
- Workin' with the Miles Davis Quintet (1956)
- Steamin' with the Miles Davis Quintet (1956)

### Columbia Records - de 1955 a 1975
Gravações para a Columbia, durante o que é considerado o período artístico e financeiramente mais bem sucedido da carreira de Miles Davis. Novamente, os anos mostrados são referentes às gravações, embora os álbuns fossem lançados logo após sua gravação.
- 'Round About Midnight (1955-1956)
- Miles Ahead (1957)
- Ascenseur pour l'Échafaud (Fontana, 1957 - trilha sonora)
- '58 Miles Featuring Stella by Starlight (1958)
- Milestones (1958)
- Somethin' Else (Blue Note Records, 1958 - Quinteto de Cannonball Adderley)
- Porgy and Bess (1958)
- Kind of Blue (1959) RIAA: 3x Platina
- Sketches of Spain (1960) RIAA: Ouro
- Someday My Prince Will Come (1961)
- Quiet Nights (1962-1963)
- Seven Steps to Heaven (1963)
- E.S.P (1965)
- Miles Smiles (1966)
- Sorcerer (1967)
- Nefertiti (1967)
- Miles in the Sky (1968)
- Water Babies (gravações não lançadas de 1967 & 1968)[2]
- Filles de Kilimanjaro (1968)

#### "Período elétrico"
- In a Silent Way (1969)
- Bitches Brew (1969) (também lançado como áudio "quadrofônico" em LP) RIAA: Platina
- A Tribute to Jack Johnson (1970)
- Live-Evil (1970) - ambos estúdio e ao vivo (também foi lançado como áudio "quadrofônico" em LP)
- On the Corner (1972)
- Big Fun (1969-1972)
- Get Up with It (1970-1974)

### 1981-1991
Depois de cinco anos isolado, Davis grava inicialmente com a Columbia, e no final de 1985 (Tutu em diante) para a Warner Bros. Records.
- The Man with the Horn (1980/1981)
- Star People (1982/1983)
- Decoy (1983)
- You're Under Arrest (1984/1985)
- Aura (gravado em 1985; lançado em 1989)
- Tutu (1986)
- Music from Siesta (1987 - trilha sonora)
- Back on the Block (1989)
- Amandla (1989)
- Dingo (1991 - trilha sonora)
- Doo-Bop (1992)

## Gravações Ao Vivo
- Birdland 1951 (1951)
- Miles & Coltrane (1955)
- Miles Davis Quintet at Peacock Alley (1956)
- Amsterdam Concert (1957)
- Miles Davis at Newport 1958 (1958)
- Live in Den Haag (1960)
- Olympia, 20th March 1960 (1960)
- Manchester Concert (1960)
- Olympia, 11th October 1960 (1960)
- In Person Friday and Saturday Nights at the Blackhawk, Complete (1961)
- Miles Davis At Carnegie Hall (1961)
- Miles & Monk at Newport (lançamento de 1963 de performance de 1958)
- In Europe (1963)
- Live at the 1963 Monterey Jazz Festival (1963)
- My Funny Valentine (1964)
- Four & More (1964)
- Miles In Tokyo (1964)
- Miles In Berlin (1964)
- The Complete Live at the Plugged Nickel 1965 (1965)
- 1969 Miles - Festival de Juan les Pins (1969)
- Live at the Fillmore East, March 7, 1970: It's About That Time (1970)
- Black Beauty: Live at the Fillmore West (1970)
- Miles Davis at Fillmore: Live at the Fillmore East (1970)
- Message to Love: The Isle of Wight Festival 1970 (1970)
- The Cellar Door Sessions (1970)
- Live-Evil (1970) - ambos ao vivo e estúdio
- Live In Vienna 11 de maio de 1971 (1971)
- In Concert: Live at Philharmonic Hall (1972)
- Jazz at the Plaza (lançamento em 1973 de performance de 1958)
- Dark Magus (1974)
- Agharta (1975)
- Pangaea (1975)
- Miles! Miles! Miles! (1981)
- We Want Miles (1982)
- Munich Concert (1988)
- The Complete Miles Davis at Montreux (1973-1991)
- Miles & Quincy Live At Montreux (1991)
- Live Around the World (1988-1991)

## Compilações
- Basic Miles (junta trabalhos de 1958 a 1962)
- Facets (1973 - previously issued and unissued recordings from 1955-1963)
- Circle in the Round (1979 - gravações não lançadas de 1955-1970)
- Directions (1980 - gravações não lançadas de 1960-1970)
- Mellow Miles (1985)
- The Columbia Years (1990 - quatro CDs de gravações de 1955-1985)
- The Essential Miles Davis (2001) (Legacy Recordings)
- In Person Friday and Saturday Nights at the Blackhawk, Complete (2003) – Apresentação completa de 21 e 22 de Abril de 1963, incluindo gravações lançadas anteriormente em 61 e também inclui material não lançado.
- Cool & Collected (2006) (Legacy Recordings)

## Caixas
As primeiras gravações de Miles Davis para a Prestige Records são coletadas no box Chronicle: The Prestige Recordings 1951-1956. A Columbia Records lançou uma série de box sets contendo gravações da década de 50 até 70. Estes lançamentos contém materiais que não foram lançados nos álbuns pela Columbia (e no caso de Someday My Prince Will Come e os álbuns gravados após A Tribute to Jack Johnson, são gravações de estúdio não incluída nas caixas). Elas foram lançadas entre 1996 e 2007 (sequência abaixo listada fora da ordem de lançamento - #2 foi a primeira, #8 a última - os anos mostrados são os das datas de gravações). Três dos box sets contém material ao vivo de datas específicas.
Embora eles terem sido lançados em caixas com o mesmo design dos outros, eles não fazem parte da sequência numerada.
Caixas numeradas:
1. The Complete Columbia Recordings of Miles Davis with John Coltrane (1955-1961)
2. Miles Davis & Gil Evans: The Complete Columbia Studio Recordings (1957-1968)
3. Seven Steps: The Complete Columbia Recordings of Miles Davis (1963-1964)
4. The Complete Studio Recordings Of The Miles Davis Quintet (1965-1968)
5. The Complete In a Silent Way Sessions (1968-1969)
6. The Complete Bitches Brew Sessions (1969-1970)
7. The Complete Jack Johnson Sessions (1970)
8. The Complete On the Corner Sessions (1972-1975)

Caixas ao vivo:
1. Miles Davis - In Person Friday and Saturday Nights at the Blackhawk, Complete (1961)
2. The Complete Live at the Plugged Nickel 1965 (1965)
3. The Cellar Door Sessions (1970)

## Vídeos
- Miles Electric: A Different Kind of Blue (2004, DVD, Eagle Vision - contém 38 minutos da performance completa do festival de Isle of Wight, 29 de Agosto de 1970)
- The Miles Davis Story (2001, DVD, Sony Music - documentário feito para a Channel Four Television)
- Miles Davis - Live in Montreal 1985 (2000, DVD - apresentando John Scofield, Miles Davis; dirigido por Tom O'Neill)